# Jobaria
Jobaria (“de Jobar”) és un gènere representat per una única espècie de dinosaure sauròpode eusauròpode, que va viure a principis del període Cretaci, fa aproximadament 134 milions d'anys, en el Valanginiano, en el que és avui Àfrica. Inusualment per a la seva relativa ocurrència tardana, Jobaria sembla un sauròpode molt primitiu. S'ha interpretat com un macronaria bàsic (Upchurch i uns altres, 2004), o com eusauròpode del no neosauròpode, bàsic al clade del Neosauropoda. L'espina dorsal i la cua de Jobaria són simples comparades a les vèrtebres i a la cua complexes en forma de fuet dels sauròpodes més antiguosa diplodoc i apatosaure d'Amèrica del Nord. A diferència d'altres saurópodos cretacis, Jobaria havia tingut les dents amb forma de cullera.